# Květen 2005
1. května – neděle
- Na mnoha místech ČR i zahraničí se konaly demonstrace při příležitosti svátku práce. Na některých místech zasahovala policie.
- V pardubickém Paramu vybuchla nádrž obsahující asi 150 tun asfaltu.
- Letošním vítězem německé fotbalové Bundesligy se stalo mužstvo Bayernu Mnichov.

2. května – pondělí
- Izraelská vláda se rozhodla přiřknout vyšší škole v izraelské osadě Ariel na palestinském Západním břehu Jordánu statut univerzity. Reagovala tak na dubnový bojkot vyhlášený Britskou asociací univerzitních učitelů (AUT) vůči dvěma izraelským univerzitám. AUT bojkot univerzit vyhlásila kvůli jejich údajné podpoře nezákonné okupace palestinských území a kvůli hrozbě výpovědi jednomu historikovi kritizujícímu izraelskou politiku.
- V Afghánistánu v provincii Baghlán vybuchl tajný muniční sklad. Exploze zabila nejméně 28 lidí a 70 zranila. Zbraně patrně patřili místnímu polnímu veliteli Džalálovi, který předtím tvrdil, že všechny zbraně již odevzdal.
- Příslušnice americké armády Lynndie Englandová přiznala vinu v procesu před americkým vojenským soudem, ve kterém je obviněna ze špatného zacházení s iráckými vězni zadržovanými americkými okupačními silami v Iráku.
- Vysílání zahájil nový zpravodajský kanál České televize ČT24.
- Letošním mistrem české 1. fotbalové ligy se stalo mužstvo Sparty, jeho náskok už ve zbývajících kolech nemůže žádný ze soupeřů dohnat.

3. května – úterý
- Generální ředitel Českých drah Petr Kousal oznámil, že k 9. květnu odstupuje ze své funkce. Řízením ČD byl pověřen jeho dosavadní první náměstek Josef Bazala. Důvodem Kousalovy rezignace jsou spory mezi ním a ministrem dopravy Milanem Šimonovským (KDU-ČSL) ohledně obchodní politiky ČD.

4. května – středa
- Při útoku sebevražedného útočníka na náborové středisko irácké policie v kurdském městě Irbíl v severním Iráku bylo zabito nejméně 60 lidí a nejméně 150 zraněno. K zodpovědnosti za útok se přihlásila islamistická skupina Ansar Sunna.
- Devět iráckých vládních vojáků bylo zabito poblíž Bagdádu, když protivládní povstalci vedle jejich konvoje odpálili automobil naložený výbušninami.
- Pákistán oznámil zatčení Abú Farádže al-Libího, který je údajně třetím nejvýše postaveným mužem v organizaci al-Káida.
- V několika slovenských městech protestovaly tisíce studentů středních a vysokých škol proti plánu vlády na zavedení školného na vysokých školách. Požadovali také demisi ministra školství Martina Fronce, kterého viní i ze zodpovědnosti za nedávné nepovedené maturity z matematiky. Podle slovenského ministerstva školství protestující studenti vlastně odmítají zvýšení kvality vysokých škol.

5. května – čtvrtek
- Ve volbách do Dolní sněmovny Spojeného království Velké Británie a Severního Irska potřetí v řadě zvítězili labouristé. Získali 356 mandátů z celkových 646. Konzervativci mají 197, liberální demokraté 62 a další strany 30 mandátů. Labouristé ztratili 47 obvodů, v nichž zvítězili v minulých volbách, a nezískali žádný nový obvod. Konzervativci si polepšili o 33 poslanců a liberální demokraté o 11 poslanců.
- Při sebevražedných útocích na náborové středisko policie a před ministerstvem vnitra v Bagdádu bylo zabito 13 policistů a příslušníků irácké Národní gardy. Při jiném útoku v Bagdádu protivládní povstalci zastřelili dalších devět policistů.
- Italský premiér Silvio Berlusconi řekl italskému parlamentu, že USA nesou zodpovědnost za smrt italského agenta Nicoly Calipariho, nicméně že Itálie zůstane blízkým přítelem a spojencem Spojených států. Calipari byl zastřelen americkou hlídkou v Bagdádu 4. března během operace na osvobození italské novinářky Giuliany Sgrenové.
- Bulharský parlament schválil plán na úplné stažení bulharských vojáků, kteří se podílejí na okupaci Iráku, do konce roku 2005. Opoziční socialisté přitom požadovali stažení již do konce května.
- Městský soud v Praze rozhodl, že ministr spravedlnosti Pavel Němec (US-DEU) postupoval nezákonně, když rozhodl o vydání člena katarské královské rodiny k trestnímu stíhání do Kataru. Princ as-Sání je v České republice obviněn ze zneužívání nezletilých dívek. Podle městského soudu nebyla záruka, že trestní stíhání as-Sáního by v Kataru skutečně pokračovalo.

6. května – pátek
- Sebevražedný útočník v automobilu naloženém výbušninami zabil v severoiráckém městě Tikrít 8 policistů. Při výbuchu vozidla naloženého výbušninami na tržišti v městě Suwajra jižně od Bagdádu bylo zabito nejméně 16 civilistů.
- V Bagdádu bylo nalezeno 14 zabitých mužů pohřbených v mělkých hrobech. Muži, oblečení jako sunnitští Arabové, byli spoutaní a byli zřejmě před nedávnem zastřeleni střelou zblízka do hlavy. Podle některých spekulací mohli být zabiti šiíty, kteří je mohli podezřívat ze spolupráce se sunnitskými povstalci útočícími na šíitské cíle.
- Polský premiér Marek Belka podal demisi, prezident Aleksander Kwaśniewski ji však nepřijal. Belka tak formálně splnil slib, který dal při svém nástupu do úřadu, že bude vládnout pouze jeden rok. Ve skutečnosti jeho vláda zůstane u moci až do voleb v září. Belka požadoval vypsání předčasných voleb, tento návrh však nezískal dostatečnou podporu v Sejmu (polském parlamentu).

9. května – pondělí
- Americká okupační armáda v Iráku uvedla, že ve velké ofenzívě proti tamní pobočce organizace al-Káida zabila asi 100 povstalců. V operaci, která údajně začala 7. května, podle americké armády padli i tři příslušníci její námořní pěchoty. Irácká pobočka al-Káida tvrzení Američanů popírá.
- Oslavy konce 2. světové války v Evropě vyvrcholily vojenskou přehlídkou na Rudém náměstí v Moskvě. Slavnosti se spolu s ruským prezidentem Vladimírem Putinem zúčastnilo přes 50 hlav států včetně amerického prezidenta George Bushe a německého kancléře Gerharda Schrödera. Přítomen byl i generální tajemník OSN Kofi Annan. Oslavy naopak bojkotovaly představitelé Estonska a Litvy, kteří požadovali od Ruska omluvu za poválečnou okupaci. Oslavy v Moskvě byly i předmětem kritiky v otevřeném dopise skupiny politiků, vědců a aktivistů, zveřejněném v britském listě Financial Times. Signatáři dopisu vyjádřili přesvědčení, že současné Rusko zrazuje principy, v jejichž jménu bylo dosaženo vítězství nad fašismem v roce 1945. Dopis údajně podepsalo 75 osobností, mezi nimiž měl být i bývalý český prezident Václav Havel; ten však svůj podpis pod dopisem popřel, byť s jeho obsahem vyjádřil sympatie.

10. května – úterý
- Protivládní povstalci v Iráku unesli guvernéra provincie al Anbar na západě Iráku a sdělili jeho rodině, že výměnou za jeho propuštění požadují stažení amerických jednotek, které v této oblasti podnikají velkou ofenzívu proti povstalcům.
- Americký Kongres schválil vydání dalších 82 miliard dolarů na vedení válek v Iráku a Afghánistánu. V Senátu toto opatření podpořilo všech 100 senátorů, Sněmovna reprezentantů ho schválila již dříve.

11. května – středa
- Při pěti sebevražedných útocích v Iráku bylo zabito nejméně 60 osob. Mezi zabitými je asi 30 uchazečů o práci u policie v městě Havíja 250 kilometrů severně od Bagdádu, dále asi 30 civilistů na tržišti v Tikrítu, kde vybuchl automobil po neúspěšném pokusu o útok na policejní stanici a nejméně 4 civilisté byli zabiti v Bagdádu při pokusech o útoky na policejní stanice a hlídky.
- Bulharský parlament ratifikoval smlouvu o vstupu Bulharska do Evropské unie. Proti byl pouze jediný poslanec.
- Slovenský parlament schválil 116 hlasy ze 150 ratifikaci Ústavy Evropské unie. Proti ratifikaci hlasovali poslanci Křesťanskodemokratického hnutí a Komunistické strany Slovenska.

13. května – pátek
- Poslanecká sněmovna Parlamentu ČR vyslovila 101 hlasy z 200 důvěru vládě premiéra Jiřího Paroubka (ČSSD). Pro hlasovali všichni poslanci ČSSD, KDU-ČSL a US-DEU, proti ODS, KSČM a nezařazený poslanec Tomáš Vrbík.
- V uzbeckém městě Andižan vypukly v noci nepokoje, které si údajně vyžádaly 9 mrtvých a desítky raněných. Po demonstraci, jejíž účastníci požadovali propuštění 23 muslimských podnikatelů zatčených za údajnou podporu islámského extremismu, zaútočili neznámí ozbrojenci na tamní věznici a propustili tisíce politických i kriminálních vězňů. Vzbouřenci podle zpráv agentur vyrabovali armádní sklady a dobyli kasárna. Vojáci nyní vzbouřence údajně obklíčili a do města prý odletěl i uzbekistánský prezident Islam Karimov.

15. května – neděle
- Mistrem světa v ledním hokeji se stalo mužstvo Česka, ve finále porazilo mužstvo Kanady v poměru 3:0.
- Letošním vítězem španělské nejvyšší fotbalové soutěže Primera división se stalo mužstvo FC Barcelona.

17. května – úterý
- 58 pákistánských muslimských kleriků vyneslo fatvu, která konstatuje, že sebevražedné útoky porušují islámské učení. Fatva platí jen na území Pákistánu a má potlačit představy muslimských radikálů, že sebevražední atentátníci jdou automaticky ihned do nebe.
- Slovenský parlament zamítl již několikátý pokus pravicové slovenské vlády o zavedení školného. Proti návrhu, který vyvolal protesty velké části slovenských studentů, hlasovali i poslanci strany ANO, která je součástí vládní koalice. Ministr školství Martin Fronc z KDH se již nechystá do konce volebního období předložit další návrh na zavedení školného.
- Mluvčí maďarské vlády uvedl, že odhalení sochy Edvarda Beneše před budovou českého ministerstva zahraničí v Praze, ke kterému došlo 16. května, „vzbuzuje pochopitelně pocit křivdy, a to jak v řadách Maďarů doma, tak i za hranicemi“. Oficiální protest však maďarská vláda nepodala.
- Německý kancléř Gerhard Schröder v Praze po setkání s předsedou české vlády Jiřím Paroubkem odmítl výroky předsedy bavorské zemské vlády Edmunda Stoibera na adresu České republiky. Stoiber na Sudetoněmeckých dnech v Augsburgu označil odsun Němců z Československa po 2. světové válce za největší etnickou čistku ve 20. století.
- Uzbecká oficiálně neregistrovaná opoziční strana „Svobodní rolníci“ oznámila, že se sestavila jmenný seznam 745 obětí střelby vládních vojáků do demonstrantů ve městech Andižon a Páchtábád ve východním Uzbekistánu. Prezident Islam Karimov toto tvrzení popřel s tím, že obětí bylo jen 169 a byli to ozbrojenci, nikoli civilisté. Evropská komise vyzvala vládu Uzbekistánu, aby respektovala lidská práva.
- Ruská armáda uvedla, že zabila Alaše Daudova, který byl podle ní třetím nejvýše postaveným představitelem čečenských separatistů. Rusko Daudova obviňuje mj. z podílu na přepadení moskevského divadla Dubrovka v roce 2002 a z útoku na školu v Beslanu v září 2004.
- Přijetím Varšavské deklarace skončil v polském hlavním městě summit Rady Evropy, která sdružuje všechny evropské státy s výjimkou Běloruska. Běloruský režim je v závěrečné deklaraci kritizováno jako autoritářsky. Deklarace vytyčuje jako priority boj proti xenofobii, antisemitismu, neonacismu a obavám z islámu.

18. května – středa
- Ve věku 83 let zemřela herečka Stella Zázvorková.

19. května – čtvrtek
- V Kyjevě se konalo semifinále 50. ročníku pěvecké soutěže Velká cena Eurovize. Do finále, které se uskuteční 21. května v Kyjevě, postoupily Dánsko, Chorvatsko, Izrael, Lotyšsko, Maďarsko, Makedonie, Moldavsko, Norsko, Rumunsko a Švýcarsko.

20. května – pátek
- Zemřel známý evangelický filozof Paul Ricoeur (* 27. února 1913)
- Český senátor Karel Schwarzenberg byl vyhoštěn z Kuby. Chtěl se zúčastnit Shromáždění na podporu občanské společnosti na Kubě, které pořádali disidenti.

21. května – sobota
- V Havaně na Kubě skončilo dvoudenní setkání asi 200 disidentů uspořádané Shromážděním na podporu občanské společnosti na Kubě (APSC). Účastníci akce, která proběhla na pozemku jednoho z organizátorů setkání, vyslechli mj. pozdravný projev amerického prezidenta Bushe. Kubánské úřady setkání umožnily, ale nedovolily účast na něm politikům a novinářům ze Západu; někteří z nich přicestovali na Kubu s turistickým vízem. Známý kubánský disident Oswaldo Payá Sardiñas z Křesťanského hnutí osvobození celou akci kritizoval. Podle něj předsedkyně APSC Martha Beatriz Roqueová spolupracuje s kubánskými bezpečnostními silami a svými vazbami na představitele tvrdé linie v kubánském exilu dává kubánské vládě záminku pro další zásahy proti disidentům.
- Ve finále 50. ročníku Velké ceny Eurovize zvítězila řecká reprezentantka Elena Paparizou s písní My Number One.

22. května – neděle
- V Mongolsku se uskutečnily prezidentské volby. Již v prvním kole lidového hlasování zvítězil kandidát Mongolské lidové revoluční strany Nambaryn Enchbajar ziskem 53,4 procenta hlasů.
- V Iráku byli propuštěni tři rumunští novináři, unesení 29. března.

23. května – pondělí
- Německý kancléř Gerhard Schröder se vyslovil pro předčasné volby v Německu poté, co jeho SPD utrpěla zdrcující porážku ve volbách ve spolkové zemi Severní Porýní-Vestfálsko, v níž nepřetržitě vládla 39 let.
- Při čtyřech útocích v Iráku bylo zabito nejméně 40 osob.
- Předseda české vlády Jiří Paroubek řekl po rozhovorech s britským premiérem Tony Blairem v Londýně, že český „národní zájem“ je, aby čeští vojenští policisté a lékaři zůstali v Iráku déle než do 31. prosince 2005, kdy vyprší jejich současný mandát.
- české prezident Václav Klaus odmítl kritiku dvanácti bývalých disidentů, kteří ho kritizovali za jeho projev k Radě Evropy ve Varšavě. Klaus v něm sdělil, že nevládní organizace usilující o ochranu lidských práv či životního prostředí považuje za ohrožení demokracie a Rada Evropy by proti nim měla bojovat. V otevřeném dopise bývalým disidentům Klaus potvrdil, že na svých slovech trvá. Disidenti prý navíc jeho slova „zlovolně vyložili a dezinterpretovali“.
- Asi 10 000 zaměstnanců Britské rozhlasové a televizní společnosti (BBC) stávkovalo na protest proti plánovanému propouštění. Vedení BBC hodlá propustit 3800 zaměstnanců z celkem 27 000.

24. května – úterý
- Oskar Lafontaine, bývalý předseda německé sociální demokracie (SPD), oznámil, že z této strany vystoupí a že je v předčasných volbách připraven kandidovat za případnou koalici PDS a nové levicové strany Volební alternativa práce a sociální spravedlnost (WASG). Lafontaine dlouhodobě kritizuje ekonomické reformy prosazované současným vedením německé sociální demokracie.

25. května – středa
- Mezinárodní nevládní organizace zabývající se ochranou lidských práv Amnesty International zveřejnila svoji výroční zprávu o stavu lidských práv ve světě za rok 2004. Zpráva ostře kritizuje USA kvůli mučení zajatců a nezákonnému zabíjení v Iráku. Porušování lidských práv nejmocnější zemí světa (Spojenými státy) podle Amnesty „dává ostatním licenci beztrestně porušovat lidská práva“.
- Výbuch a požár v trafostanici způsobily rozsáhlý výpadek elektrické energie v Moskvě a okolí. V metru bylo uvězněno několik desítek tisíc lidí. K zodpovědnosti za výpadek proudu se 27. května přihlásil vůdce čečenských separatistů Šamil Basajev, podle nějž byl výpadek dílem „zvláštní operace“ čečenského komanda a výsledek prý předčil jejich očekávání.
- Horní komora rakouského parlamentu, Spolková rada, schválila přijetí Ústavy Evropské unie. Evropská ústavní smlouva tak byla v Rakousku ratifikována.
- Vítězem letošního ročníku fotbalové Ligy mistrů se stalo anglické mužstvo Liverpool FC, které ve finále (hraném v tureckém Istanbulu) porazilo mužstvo AC Milán až výsledkem penaltového rozstřelu.

26. května – čtvrtek
- Irácká pobočka organizace al-Káida údajně jmenovala zástupce za svého zřejmě zraněného vůdce Abú Musab az-Zarkávího. Podle prohlášení, které bylo jménem al-Káida zveřejněno na webové stránce a jehož autenticita není ověřena, se jím stal Abú Hafs Karní. Později se však na jiném webu objevilo dementi této zprávy.
- Bojovníci proti americké okupaci Iráku sestřelili severovýchodně od Bagdádu malý americký vojenský vrtulník OH-58 Kiowa, přičemž zahynuli oba členové posádky. Ostřelován byl i další vrtulník, který ale bezpečně přistál.
- Velitel americké základny Guantánamo prohlásil, že vojenští vyšetřovatelé zjistili 5 případů špatného zacházení s výtisky koránu patřícími vězňům, které USA na Guantánámu bez soudu zadržují. Nenašli však prý žádné věrohodné důkazy pro tvrzení, že dozorci splachovali korán do záchodu.
- Bývalý komisař Evropské unie pro obchod, Francouz Pascal Lamy, byl oficiálně jmenován novým generálním ředitelem Světové obchodní organizace.

27. května – pátek
- Horní komora německého parlamentu, Spolková rada, schválila přijetí Ústavy Evropské unie. Evropská ústavní smlouva tak byla v Německu ratifikována.
- Na odstaveném druhém bloku Jaderné elektrárny Temelín došlo večer poruše, při níž podle provozovatele elektrárny, společnosti ČEZ, „přetekly do bazénu asi tři tisíce litrů chladicí vody obsahující kyselinu boritou“. Podle ČEZu „nedošlo k uvolnění radioaktivních látek mimo kontrolované pásmo ani k ohrožení zdraví zaměstnanců elektrárny“. Událost byla podle škály INES vyhodnocena stupněm 0 čili bezvýznamná[1], je však v souvislosti se stížnostmi protijaderných aktivistů proti „zrezivělému reaktoru“[2]

28. května – sobota
- Ve francouzských zámořských teritoriích začalo referendum o přijetí návrhu Ústavy Evropské unie. Podle průzkumů veřejného mínění těsně před začátkem hlasování mají ve Francii mírnou převahu odpůrci evropské ústavní smlouvy. Mezi odpůrce smlouvy patří komunisté, odborové svazy a významná část socialistů, smlouvu naopak podporuje pravice a vedeni socialistické strany.
- Při dvou explozích náloží na tržišti ve městě Tentena na indonéském ostrově Sulawesi bylo zabito nejméně 19 osob a zraněno asi 20 dalších. V minulých letech byla tato oblast místem střetů mezi stoupenci křesťanství a islámu.
- Při dvojitém útoku sebevražedných útočníků v automobilech na základnu irácké armády v severoiráckém městě Sindžáru bylo zabito nejméně 6 osob. Oběti jsou zřejmě vojáci a civilní zaměstnanci armády.

29. května – neděle
- Francouzští voliči v závazném referendu odmítli návrh ústavy Evropské unie. Při téměř 70% účasti se pro přijetí smlouvy vyslovilo 45 % voličů, 55 % bylo proti. Francouzský prezident Jacques Chirac, který intenzivně agitoval za přijetí ústavy EU, prohlásil, že přijímá suverénní rozhodnutí voličů, které podle něj ale ztíží obranu francouzských zájmů v Evropě. Není zatím jasné, jaké důsledky bude mít francouzské „Ne“ pro smlouvu, která musí být před vstupem v platnost ratifikována všemi členskými zeměmi EU.
- V Libanonu začaly parlamentní volby, první po odchodu syrských vojsk ze země. Volby budou probíhat tuto a další tři neděle. Za pravděpodobného vítěze je tipováno hnutí vedené Saadem Harírím, synem bývalého libanonského premiéra Rafíka Harírího, zabitého při atentátu 14. února.
- Izraelská vláda schválila propuštění 400 palestinských vězňů.
- Při výbuchu bomby nastražené u silnice byl v jižním Iráku zabit jeden britský voják a čtyři další byli zraněni.

30. května – pondělí
- Při útoku dvou sebevražedných útočníků na dav policistů, protestujících proti rozpuštění své jednotky, bylo v iráckém šíitském městě Hilla přinejmenším 27 lidí zabito a 128 zraněno.
- Asi 130 km severně od Bagdádu se z dosud neznámých příčin zřítilo letadlo irácké armády. Při havárii zahynuli čtyři příslušníci americké okupační armády a irácký pilot. Typ letadla ani účel letu nejsou rovněž známy.

31. května – úterý
- Francouzský ministerský předseda Jean-Pierre Raffarin podal v reakci na odmítnutí ústavy EU v referendu demisi. Prezident Jacques Chirac jmenoval jeho nástupcem dosavadního ministra vnitra Dominiqua de Villepina.
- Poblíž města Nasiríja v jižním Iráku se zřítila helikoptéra italských okupačních sil. Všichni 4 vojáci na palubě zahynuli. Příčina havárie není známa.
- Při sebevražedném útoku na konvoj irácké armády poblíž města Bakuba severně od Bagdádu byly dva vládní vojáci zabiti a šest raněno.
- Po více než 30 letech byla v USA odhalena totožnost důležitého informačního zdroje v aféře Watergate, která vedla v roce 1974 k demisi tehdejšího prezidenta Richarda Nixona. Mužem, který novinářům z deníku Washington Post prozradil klíčové informace a který byl označován přezdívkou „Deep Throat“, byl tehdejší náměstek ředitele FBI Mark Felt. Informaci zveřejnil sám Felt a Washington Post ji potvrdil.
- V thajském Bangkoku se kanadská soutěžící Natalie Glebova stala Miss Universe 2005.